# Edgar Parreiras
Edgar Parreiras (Niterói, 4 de dezembro de 1885 – Niterói, 18 de novembro de 1960) foi um pintor e professor brasileiro. Foi aluno do discipulado de Antônio Parreiras, seu tio paterno.. 

## Biografia
Em 1905, inicia seus estudos de arte com o seu tio, o pintor Antônio Parreiras. Posteriormente, quando seu tio, Antônio Parreiras seguiu em 1908 para a França, para se desincumbir da grande tela histórica A Conquista do Pará, Edgar foi em sua companhia ; em Paris, Edgar estuda com Jean-Paul Laurens, na Academia Julian, entre os anos de 1908 e 1910..
De volta ao Brasil, em 1911, integra a 1ª Exposição Paulista de Belas Artes, organizada por Torquato Bassi, no Liceu de Artes e Ofícios de São Paulo (Laosp), com muitos dos principais artistas do eixo Rio de Janeiro-São Paulo.. No inicio de 1913, em Niterói, o artista fazia sua primeira exposição individual Retorna à Paris ainda em 1913, novamente em companhia de seu tio Antônio e, agora, também do primo Dakir Parreiras.[carece de fontes?]
Funcionário da Prefeitura do antigo Distrito Federal (atual cidade do Rio de Janeiro), chegou ao cargo de chefe da tesouraria municipal. Manteve-se na pintura artística e regularmente participou das exposições gerais da Escola Nacional de Belas Artes-Enba, de 1913 a 1939; sendo que na edição de 1925 é premiado com a medalha de ouro.
Em 1928, faz da parte da exposição coletiva do Grupo Almeida Júnior, em São Paulo, no Palácio das Arcadas, também organizada por  Torquato Bassi, na qual figuram Georgina de Albuquerque, Lucílio de Albuquerque, Pedro Alexandrino Borges, Rodolfo Bernardelli e Oscar Pereira da Silva, entre outros.
Em 1940 foi um dos fundadores da Associação Fluminense de Belas Artes, em Niterói, ao lado de Hamilton Sholl, Gérson de Azeredo Coutinho e Pedro Campofiorito, entre outros; nesta associação atua como professor . Ainda na década de 1940, no Salão Paulista de Belas Artes, obtêm a pequena medalha de prata em 1940 e grande medalha de prata em 1945.
Edgar Parreiras faleceu em sua residência, na Rua Sete de Setembro, n° 78, em Niterói; sendo sepultado no Cemitério do Maruí, na mesma cidade Suas pinturas integram o acervo do Museu Antônio Parreiras, em Niterói. 
Filho de Alfredo Artur da Silva Parreiras, Edgar Parreiras era irmão da educadora Ayde Parreiras, do desembargador Atayde Parreiras e Ari Parreiras, que governou o antigo Estado do Rio de Janeiro entre 16 de dezembro de 1931 até 7 de novembro de 1935.

## Estilo
Adepto da representação da paisagem, Edgar Parreiras recebeu por parte de seu tio uma formação influenciada pela busca de renovação dos preceitos do ensino artístico acadêmico. Todavia, a temporada passada na Académie Julian, em Paris, reforçou as características mais conservadoras da formação artística de Edgar, e não para o aprofundamento das inovações. Embora sofra influência das inovações passadas por seu tio, como o clareamento da paleta de cores e a busca por uma representação naturalista da paisagem, com base na pintura ao ar livre; Edgar Parreiras não se afasta de alguns dos ensinamentos tradicionais, como o estudo do desenho como forma de preparação do artista para o exercício da pintura.

### Exposições Individuais
- 1913 - Niterói RJ - Primeira individual

### Exposições Coletivas
- 1911 - Rio de Janeiro RJ - 18ª Exposição Geral de Belas Artes, na Enba
- 1911 - São Paulo SP - Primeira Exposição Brasileira de Belas Artes, no Liceu de Artes e Ofícios
- 1912 - São Paulo SP - 2ª Exposição Brasileira de Belas Artes, na Pesp
- 1913 - Rio de Janeiro RJ - 20ª Exposição Geral de Belas Artes, na Enba- menção honrosa
- 1914 - Rio de Janeiro RJ - 21ª Exposição Geral de Belas Artes, na Enba
- 1916 - Rio de Janeiro RJ - 23ª Exposição Geral de Belas Artes, na Enba- menção honrosa
- 1917 - Rio de Janeiro RJ - 24ª Exposição Geral de Belas Artes, na Enba- medalha de bronze
- 1918 - Rio de Janeiro RJ - 25ª Exposição Geral de Belas Artes, na Enba- pequena medalha de prata
- 1919 - Rio de Janeiro RJ - 26ª Exposição Geral de Belas Artes, na Enba- grande medalha de prata
- 1920 - Rio de Janeiro RJ - 27ª Exposição Geral de Belas Artes, na Enba
- 1921 - Rio de Janeiro RJ - 28ª Exposição Geral de Belas Artes, na Enba
- 1922 - Rio de Janeiro RJ - 29ª Exposição Geral de Belas Artes, na Enba
- 1923 - Rio de Janeiro RJ - 30ª Exposição Geral de Belas Artes, na Enba
- 1924 - Rio de Janeiro RJ - 31ª Exposição Geral de Belas Artes, na Enba
- 1925 - Rio de Janeiro RJ - 32ª Exposição Geral de Belas Artes, na Enba-pequena medalha de ouro
- 1927 - Rio de Janeiro RJ - 34ª Exposição Geral de Belas Artes, na Enba
- 1928 - São Paulo SP - Grupo Almeida Júnior, no Palácio das Arcadas
- 1929 - Rio de Janeiro RJ - 36ª Exposição Geral de Belas Artes, na Enba
- 1930 - Rio de Janeiro RJ - 37ª Exposição Geral de Belas Artes, na Enba
- 1937 - São Paulo SP - 5º Salão Paulista de Belas Artes
- 1939 - São Paulo SP - 6º Salão Paulista de Belas Artes
- 1940 - São Paulo SP - 7º Salão Paulista de Belas Artes, no Salão de Arte Almeida Júnior da Prefeitura Municipal de São Paulo - pequena medalha de ouro
- 1945 - São Paulo SP - 11º Salão Paulista de Belas Artes, na Galeria Prestes Maia - grande medalha de prata
- 1956 - São Paulo SP - 50 Anos de Paisagem Brasileira, no MAM/SP

### Exposições Póstumas
- 1966 - Niterói RJ - Edgar Parreiras, na Associação Fluminense de Belas Artes
- 1974 - Rio de Janeiro RJ - Reflexos do Impressionismo, no MNBA
- 1980 - São Paulo SP - A Paisagem Brasileira: 1650-1976, no Paço das Artes
- 1985 - São Paulo SP - 100 Obras Itaú, no Masp
- 1989 - São Paulo SP - Pintura Brasil Século XIX e XX: obras do acervo do Banco Itaú, na Itaúgaleria